# Ronald van der Kemp
Pour les articles homonymes, voir Kemp.
Ronald van der Kemp (né le 24 septembre 1964 à Wijchen, Pays-Bas) est un créateur de mode néerlandais et fondateur de la maison « demi-couture » RVDK Ronald van der Kemp.

## Biographie
Ronald van der Kemp est diplômé de l'Académie d'art et de design Gerrit Rietveld d'Amsterdam, promotion 1989, avec un BA en design de mode. Ses débuts l'amènent dans les grandes villes de la mode comme Paris, Milan et New York, travaillant comme directeur créatif, consultant et designer pour des marques telles que Bill Blass, Barneys New York et Guy Laroche, où il succède à Alber Elbaz. Il travaille également chez Céline. C'est au cours de ces années en tant que consultant que Ronald van der Kemp a perfectionné ses compétences techniques.
En 2017, van der Kemp reçoit le Prins Bernhard Cultuurfonds Mode Stipendium, l'un des plus prestigieux prix hollandais dans le monde de la mode[source secondaire souhaitée].

## Marque
En août 2014, Ronald van der Kemp lance sa marque « demi-couture », RVDK Ronald van der Kemp, présentant sa première « garde-robe » lors du calendrier parisien de la haute couture en 2015. La « wardrobe » proposée par Ronald van der Kemp consistait en une sélection d'articles intemporels en édition limitée, fabriqués de manière éthique avec des tissus récupérés  et fabriqués à la main dans de petits ateliers d'Amsterdam.
Net-a-Porter, le groupe de commerce électronique de luxe, est le premier détaillant à collaborer et diffuser les créations Ronald van der Kemp, qui a depuis été portée par des célébrités dont Kate Moss,, Lady Gaga, Katy Perry, Dakota Johnson, Adriana Lima ou Karlie Kloss.

## Distinctions
- 2019: Grand Seigneur[Quoi ?]
- 2017: Harper's Bazaar Nederland - WOW! Man of the Year Award
- 2017: Prins Bernhard Cultuurfonds Mode Stipendium